# Carpignano Sesia
Carpignano Sesia (Carpignan in piemontese standard, Carpigneun in dialetto novarese) è un comune italiano di 2 442 abitanti della provincia di Novara in Piemonte.

## Geografia fisica
Carpignano è situata sulla riva sinistra del fiume Sesia; nel territorio comunale scorrono numerosi corsi d'acqua artificiali, tra i quali si possono menzionare la roggia Biraga e la roggia Busca. Ai confini, invece, scorre la roggia Mora.

## Storia

### Simboli
Lo stemma e il gonfalone sono stati concessi con regio decreto del 15 ottobre 1936.
Il gonfalone è un drappo di azzurro.

## Monumenti e luoghi d'interesse

### Il castello-ricetto di Carpignano

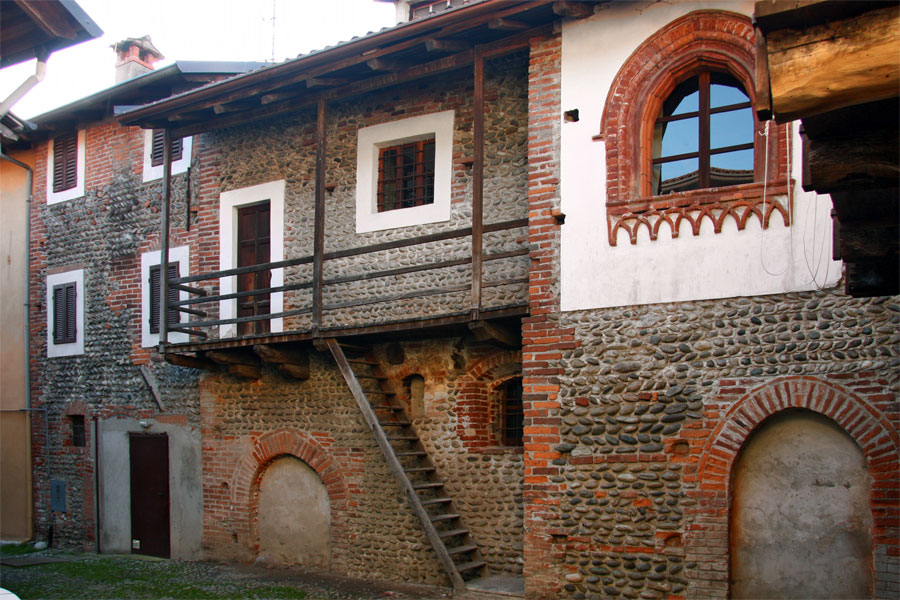
Immagine del ricetto di Carpignano

Carpignano Sesia conserva al suo interno il nucleo antico di fortificazioni e di case che formavano il castello-ricetto medievale.
Costruito nell'XI secolo dai conti di Pombia, poi di Biandrate, posto in posizione strategica lungo la strada che da Biandrate saliva lungo la Valsesia, il castello-ricetto ebbe il suo periodo di massimo splendore nel XII secolo con Guido III il Grande, conte di Biandrate.
Nonostante il degrado subito nel tempo, il castello-ricetto, con le sue mura e le sue case costruite con mattoni e con ciottoli di fiume disposti a spina di pesce, mantiene la suggestione del borgo medievale. Accanto alla porta d'ingresso, dov'era il ponte levatoio sul fossato che scorreva tutt'attorno al ricetto-castello, si conserva il rivellino edificato nel XV secolo; più avanti si trovano i resti di una casa torre. Alcune abitazioni hanno conservato finestre con decorazioni in cotto.
In una costruzione del castello-ricetto, poco distante dalla porta di ingresso, si trova un imponente torchio in legno costruito nel 1575, il più antico in Piemonte, a lungo utilizzato per la spremitura delle uve, delle noci e del ravizzone.

### L'antica chiesa di San Pietro

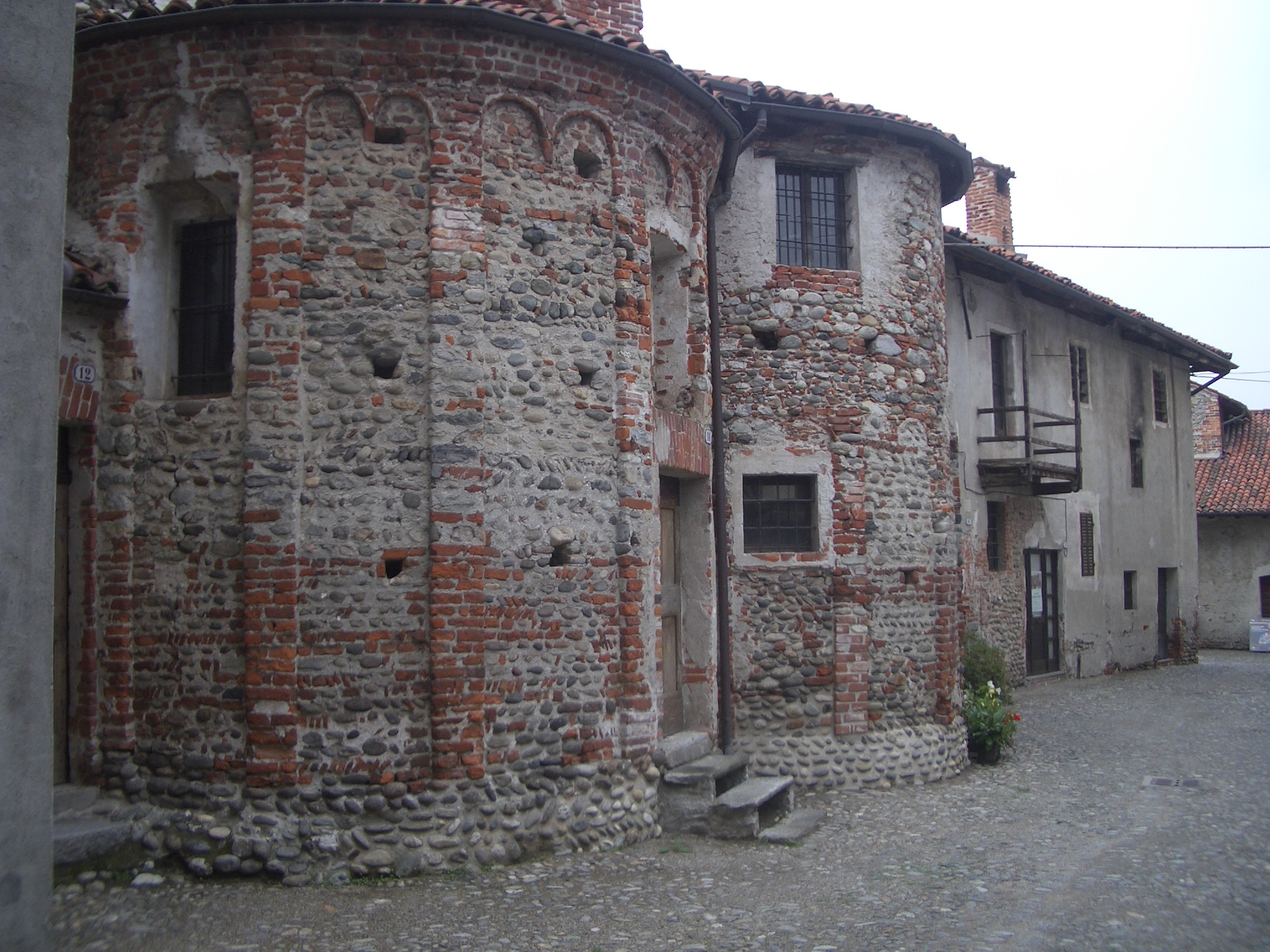
Abside della chiesa di San Pietro

La chiesa di San Pietro, all'interno del ricetto, esisteva già nell'XI secolo. Fu ceduta dai conti di Biandrate ai monaci benedettini cluniacensi, divenendo così una dipendenza del Priorato di San Pietro di Castelletto.

Dell'antica costruzione, in stile romanico, si sono conservate le mura dell'abside e dalle absidiole laterali, sobriamente decorate con lesene ed archetti pensili in cotto.
L'interno della chiesa (da molto tempo sconsacrata ed oggi di proprietà comunale) si presenta a tre navate, con arcate e robusti pilastri di sostegno. Custodisce importanti affreschi romanici del XII secolo riportati alla luce in tempi recenti. Il catino dell'abside è interamente occupato dalla figura del Cristo Pantocratore, affiancato dalla Madonna e da San Giovanni Battista (la cosiddetta Deesis). Nel registro inferiore è raffigurata la consueta teoria degli Apostoli (che oggi appare mutilata dall'apertura di due finestrelle nel muro dell'abside).
Altri affreschi gotici recuperati all'interno della chiesa risalgono al XV secolo; si tratta di una Annunciazione dipinta al di sopra di un arco della navata centrale, e di figure di santi posti sui pilastri: l'anonimo autore della Santa Caterina da Siena mostra una apprezzabile maestria nella raffigurazione naturalistica del viso della santa e del copricapo che lo cinge.

### La chiesa parrocchiale
La chiesa parrocchiale di Carpignano venne costruita nel XVIII secolo su disegno di Carlo Zaninetti e consacrata il 20 giugno 1784. Al suo interno conserva numerose opere di pregio, tra le quali spiccano una tela dipinta da Lorenzo Peracino e una pala eseguita da Francesco Bianchi.

## Società

### Evoluzione demografica
Abitanti censiti

## Economia

### Artigianato
Molto rinomata è la produzione di mosaici alla veneziana e di vetrate.

## Amministrazione
Di seguito è presentata una tabella relativa alle amministrazioni che si sono succedute in questo comune.
| Periodo        | Periodo        | Primo cittadino             | Partito                          | Carica  | Note  |
| -------------- | -------------- | --------------------------- | -------------------------------- | ------- | ----- |
| 25 maggio 1985 | 26 maggio 1990 | Giuseppe Antonio Riboldazzi | Democrazia Cristiana             | Sindaco | [ 9 ] |
| 26 maggio 1990 | 24 aprile 1995 | Giuseppe Antonio Riboldazzi | Democrazia Cristiana             | Sindaco | [ 9 ] |
| 24 aprile 1995 | 14 giugno 1999 | Giuseppe Antonio Riboldazzi | -                                | Sindaco | [ 9 ] |
| 14 giugno 1999 | 14 giugno 2004 | Giuseppe Antonio Riboldazzi | Partito Popolare Italiano        | Sindaco | [ 9 ] |
| 14 giugno 2004 | 8 giugno 2009  | Giacomo Bonenti             | lista civica                     | Sindaco | [ 9 ] |
| 8 giugno 2009  | 26 maggio 2014 | Giacomo Bonenti             | lista civica                     | Sindaco | [ 9 ] |
| 26 maggio 2014 | 9 giugno 2024  | Giuseppe Maio               | lista civica: Carpignano insieme | Sindaco | [ 9 ] |

### Gemellaggi
- Mathay

## Infrastrutture e trasporti
La fermata di Carpignano Sesia, posta lungo la ferrovia Biella-Novara, è servita da treni regionali svolti da Trenitalia nell'ambito del contratto di servizio stipulato con la Regione Piemonte.
Nelle adiacenze della stessa sorgeva, fra il 1884 e il 1933, un analogo impianto a servizio della tranvia Vercelli-Biandrate-Fara.

## Galleria d'immagini

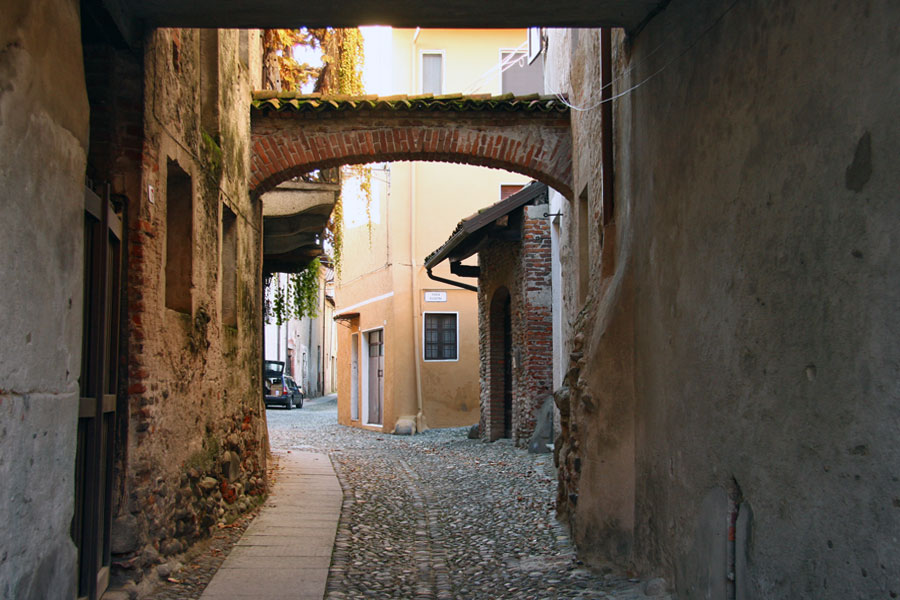
Uno degli accessi al castello-ricetto
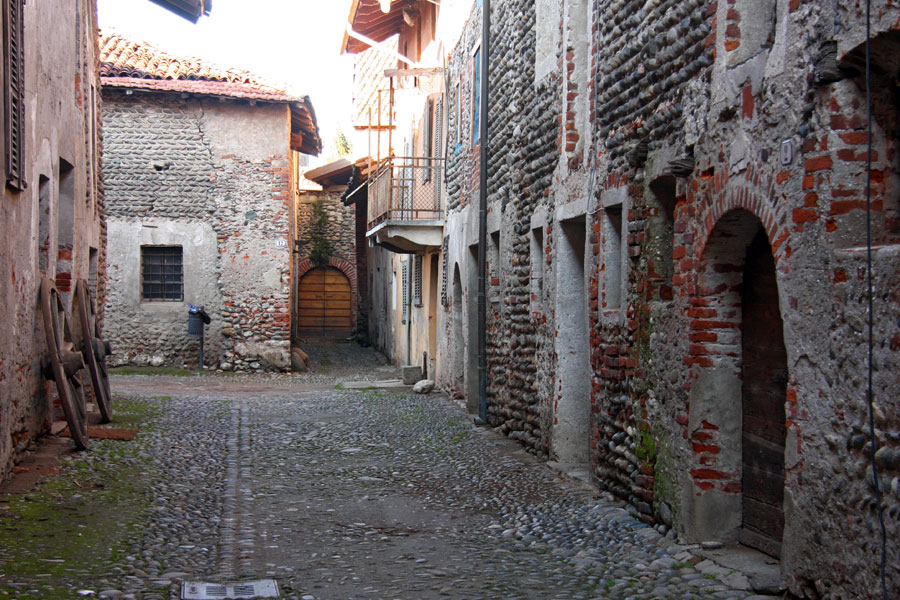
Scorcio del castello-ricetto
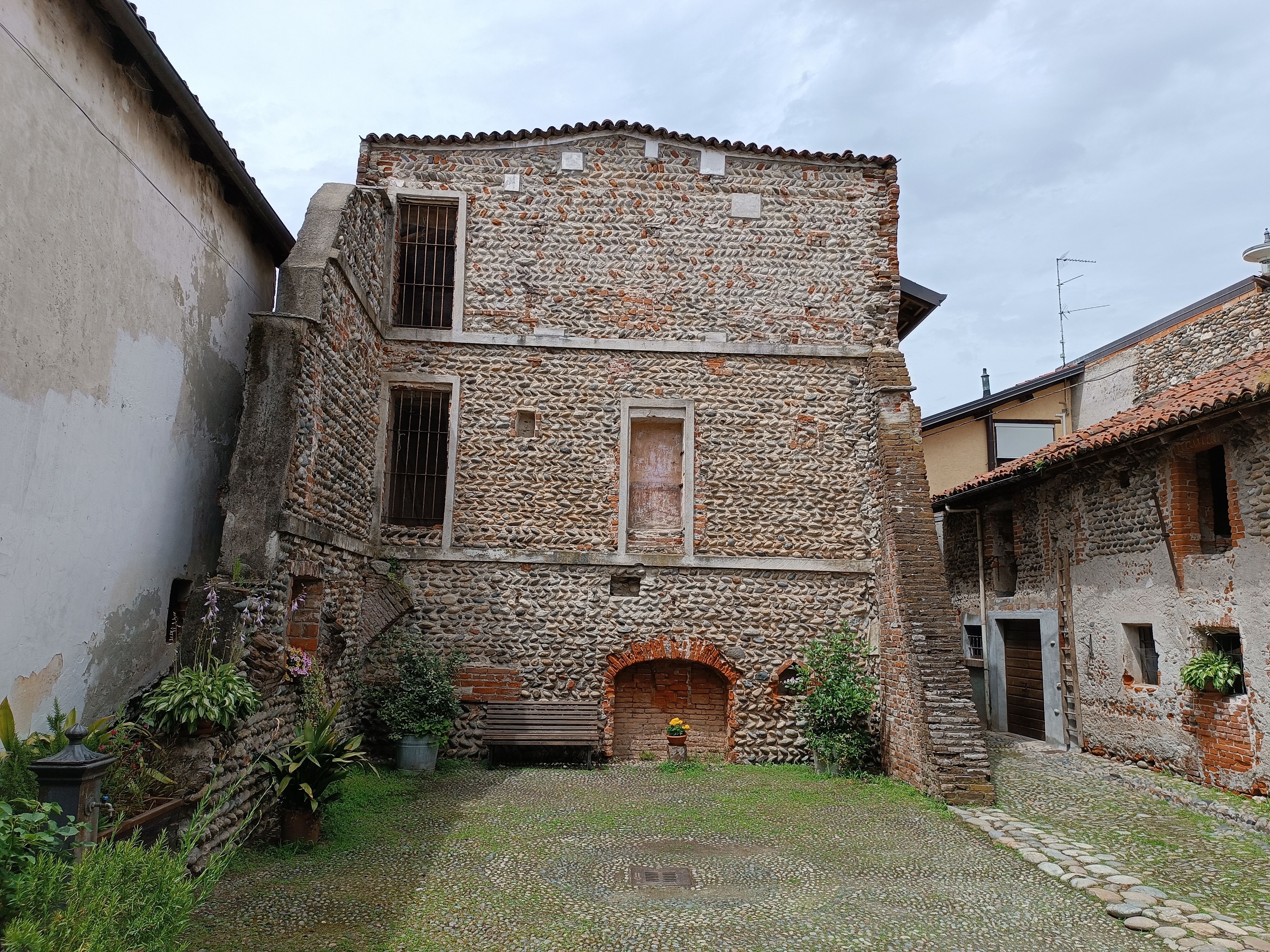
Piazzetta all'interno del Ricetto
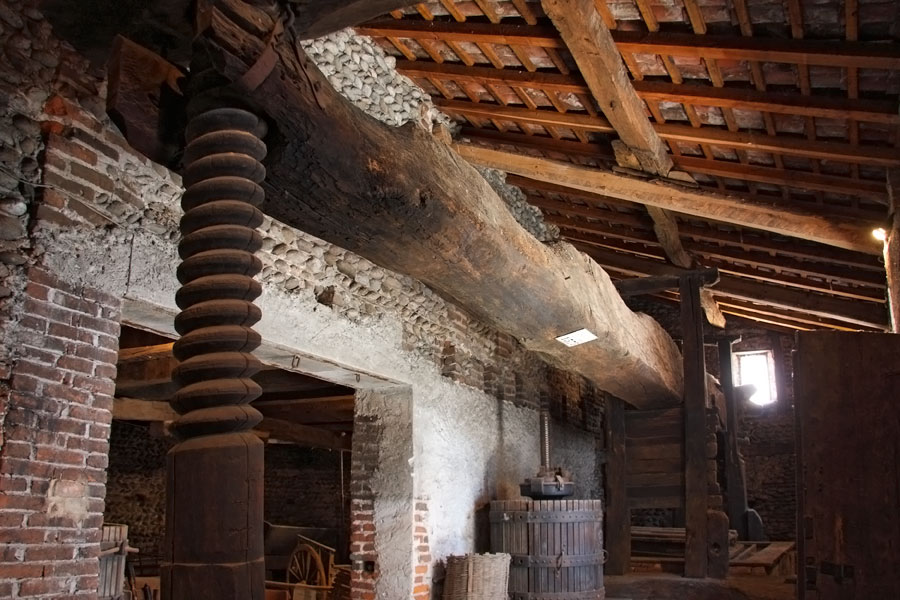
Antico torchio (1575) in una delle antiche cantine del ricetto